# Il seme della follia (film 2014)
Il seme della follia (Killing Daddy) è un film televisivo canadese del 2014, diretto da Curtis Crawford. 

## Trama
Quando era una bambina, Callie Roses ha rinvenuto il corpo della madre, suicidatasi nella vasca da bagno. Poiché il padre George non ha mai dedicato molto tempo a nessuna delle due, preferendo la sorellastra di Callie, Laura, la ragazza lo incolpa della morte della donna. Tre anni dopo essersene andata di casa in seguito a un litigio con il padre, Callie, trovandosi in difficoltà finanziarie e con alcuni debiti da pagare, fa ritorno a Filadelfia, dove scopre che il padre ha avuto un ictus e non è più in grado né di muoversi, né di parlare. 
La ragazza si offre di aiutare Emma, la domestica che l'ha cresciuta, a occuparsi del degente, ma in realtà progetta di vendicarsi e uccidere George dopo una lenta agonia. Intanto, trova il testamento del padre, dal quale scopre di aver ricevuto una somma molto esigua, e seduce l'avvocato di famiglia, Carl, per ricattarlo e fargli leggere un testamento precedente nel quale i beni venivano divisi in parti uguali tra le due sorelle; per avere un alibi durante l'omicidio del padre, invece, assolda un conoscente, Jake, salvo poi eliminare il complice quando questi inizia a ricattarla. 
Appresa la notizia della morte del giovane, Emma riconosce di averlo visto parlare con Callie al funerale e, collegando vari indizi, intuisce che è stata la ragazza a ucciderlo. Prima di andare alla polizia, però, decide di parlare con lei, ma viene invece sopraffatta; tuttavia, sopraggiunge Carl e i due riescono a far capire a Callie che sua madre si è suicidata non perché il marito la trascurava, ma perché era pazza, e che anche lei è preda della follia. Callie si arrende e viene ricoverata in un ospedale psichiatrico.